# Cabinet Van Agt II
Pour les articles homonymes, voir Cabinet Van Agt.
Royaume des Pays-Bas
Van Agt I Van Agt III
Le cabinet Van Agt II (en néerlandais : Kabinet-Van Agt III) est le gouvernement du Royaume des Pays-Bas entre le 11 septembre 1981 et le 29 mai 1982, durant la vingt-sixième législature de la Seconde Chambre des États généraux.

## Historique du mandat
Dirigé par le Premier ministre chrétien-démocrate sortant Dries van Agt, ce gouvernement est constitué et soutenu par une coalition entre l'Appel chrétien-démocrate (CDA), le Parti travailliste (PvdA) et les Démocrates 66 (D'66). Ensemble, ils disposent de 109 représentants sur 150, soit 72,7 % des sièges de la Seconde Chambre.
Il est formé à la suite des élections législatives du 26 mai 1981.
Il succède donc au cabinet Van Agt I, constitué et soutenu par une coalition de centre droit entre le CDA et le Parti populaire libéral et démocrate (VVD).

### Formation
Au cours du scrutin et bien qu'il recule d'un siège, le CDA parvient à devancer le Parti travailliste (PvdA) et devenir la première force politique du Royaume. De son côté, le VVD reste le troisième parti du pays et abandonne deux élus. En conséquence, la majorité sortante se retrouve minoritaire avec 74 parlementaires. 
Le 30 mai, la reine Beatrix lance le premier processus de formation d'un cabinet de son règne. Elle désigne le ministre Jan de Koning et le président du groupe parlementaire CDA Ruud Lubbers « informateurs ». Au cours de leur mission, ils établissent qu'une alliance entre le CDA, le PvdA et les Démocrates 66 (D'66) est la formule la plus probable. Les négociations achoppent sur de nombreux points, et le PvdA obtient le 10 juillet que Ed van Thijn, vice-président de son groupe parlementaire, soit adjoint aux deux informateurs.
Ils rendent leur rapport le 3 août 1981, qui contient une première base pour un accord gouvernemental. Van Thijn et Sjeng Kremers, commissaire de la Reine issu du CDA, sont désignés dès le lendemain « formateurs ». Alors qu'ils parviennent à conclure les négociations, l'Appel chrétien-démocrate rejette les conclusions le 19 août. Le sénateur Gaius de Gaay Fortman se voit confier une mission d'informateur et obtient des concessions du PvdA sur le plan militaire et budgétaire. Il remet son mandat à la souveraine le 1er septembre et le lendemain, celle-ci désigne Dries van Agt comme nouveau formateur, pour qu'il constitue son équipe.
Le nouvel exécutif, qui compte 15 ministres dont une femme, est assermenté par la reine Beatrix le 11 septembre, soit trois mois et 16 jours après les élections législatives.
Après que le cabinet n'a pas trouvé d'accord concernant les mesures économiques et financières pour l'année 1982, le Parti travailliste s'est retiré de la coalition au pouvoir et conduit à la démission du gouvernement le 16 octobre 1981. Le jour d'après, la reine nomme l'ancien ministre Cees de Galan et l'élu local Victor Halberstadt, tous deux du PvdA, informateurs, afin de sauver la majorité. Y parvenant, ils rendent leur mandat le 4 novembre.

### Succession
Le 12 mai 1982, le gouvernement démissionne après que le PvdA a décidé de s'en retirer définitivement à la suite du rejet des propositions de Joop den Uyl en faveur de l'emploi. Nommé informateur deux jours après, Piet Steenkamp confirme une rupture irrémédiable et recommande de constituer un cabinet transitoire (en néerlandais : rompkabinet) pour emmener le pays à de nouvelles élections. Conservant l'appui des D'66, le Premier ministre forme le 29 mai le cabinet Van Agt III.

## Composition
- Les nouveaux ministres par rapport au précédent cabinet sont indiqués en gras, ceux ayant changé d'attributions en italique.

| Fonction | Titulaire | Titulaire                | Parti |
| --- | --------- | ------------------------ | ----- |
| Premier ministre Ministre des Affaires générales                                                                          |           | Dries van Agt            | CDA   |
| Vice-Premier ministre Ministre des Affaires sociales et de l'Emploi Ministre pour les Affaires des Antilles néerlandaises |           | Joop den Uyl             | PvdA  |
| Vice-Premier ministre Ministre des Affaires économiques                                                                   |           | Jan Terlouw              | D'66  |
| Ministre des Affaires étrangères                                                                                          |           | Max van der Stoel        | PvdA  |
| Ministre de la Coopération pour le développement                                                                          |           | Kees van Dijk            | CDA   |
| Ministre de la Justice |           | Job de Ruiter            | CDA   |
| Ministre des Affaires intérieures                                                                                         |           | Ed van Thijn             | PvdA  |
| Ministre de l'Éducation et de la Science                                                                                  |           | Jos van Kemenade         | PvdA  |
| Ministre des Finances |           | Fons van der Stee        | CDA   |
| Ministre de la Défense |           | Hans van Mierlo          | D'66  |
| Ministre du Logement et de l'Aménagement du territoire                                                                    |           | Marcel van Dam           | PvdA  |
| Ministre des Transports et des Eaux                                                                                       |           | Henk Zeevalking          | D'66  |
| Ministre de l'Agriculture et de la Pêche                                                                                  |           | Jan de Koning            | CDA   |
| Ministre de la Culture, des Loisirs et du Travail social                                                                  |           | André van der Louw       | PvdA  |
| Ministre de la Santé publique et de la Protection de l'environnement                                                      |           | Til Gardeniers-Berendsen | CDA   |